# Mujo Ulqinaku
Mujo Ulqinaku właśc. Mujo Cakuli (ur. 1896 w Ulcinju, zm. 7 kwietnia 1939 w Durrësie) – sierżant Królewskiej Armii Albańskiej.

## Życiorys
Pochodził z rodziny albańskiej, która od pokoleń zajmowała się rybołówstwem na wybrzeżu Czarnogóry. W młodości zaciągnął się w Szkodrze na statek handlowy, a w latach 20. wstąpił do albańskiej floty wojennej, w której dosłużył się stopnia sierżanta.
W czasie inwazji włoskiej na Albanię w 1939 należał do nielicznych żołnierzy Królewskiej Armii Albańskiej, którzy próbowali stawiać opór wkraczającym oddziałom włoskim. Uzbrojony w karabin maszynowy przez kilka godzin ostrzeliwał wybrzeże, uniemożliwiając lądowanie kolejnym żołnierzom włoskim. Walczył początkowo w grupie siedmiu żołnierzy, a po śmierci pozostałych przez ostatnią godzinę samotnie. Zanim zginął na posterunku, zabił prawdopodobnie kilkunastu żołnierzy włoskich.
Samotną walkę Mujo Ulqinaku upamiętnia stojący do dzisiaj w Durrësie pomnik (dłuta Kristaqa Ramy) oraz tablica pamiątkowa na murach twierdzy bizantyjskiej. Jego imieniem nazwano szkołę w Durrësie, a także ulice w Tiranie (dzielnica Babrruje), Fierze i w Prisztinie oraz plac w Durrësie. W 1979 Sokrat Musha zrealizował film dokumentalny poświęcony bohaterowi Durrësu - Mujo Ulqinaku walczy (alb. Lufton Mujo Ulqinaku).

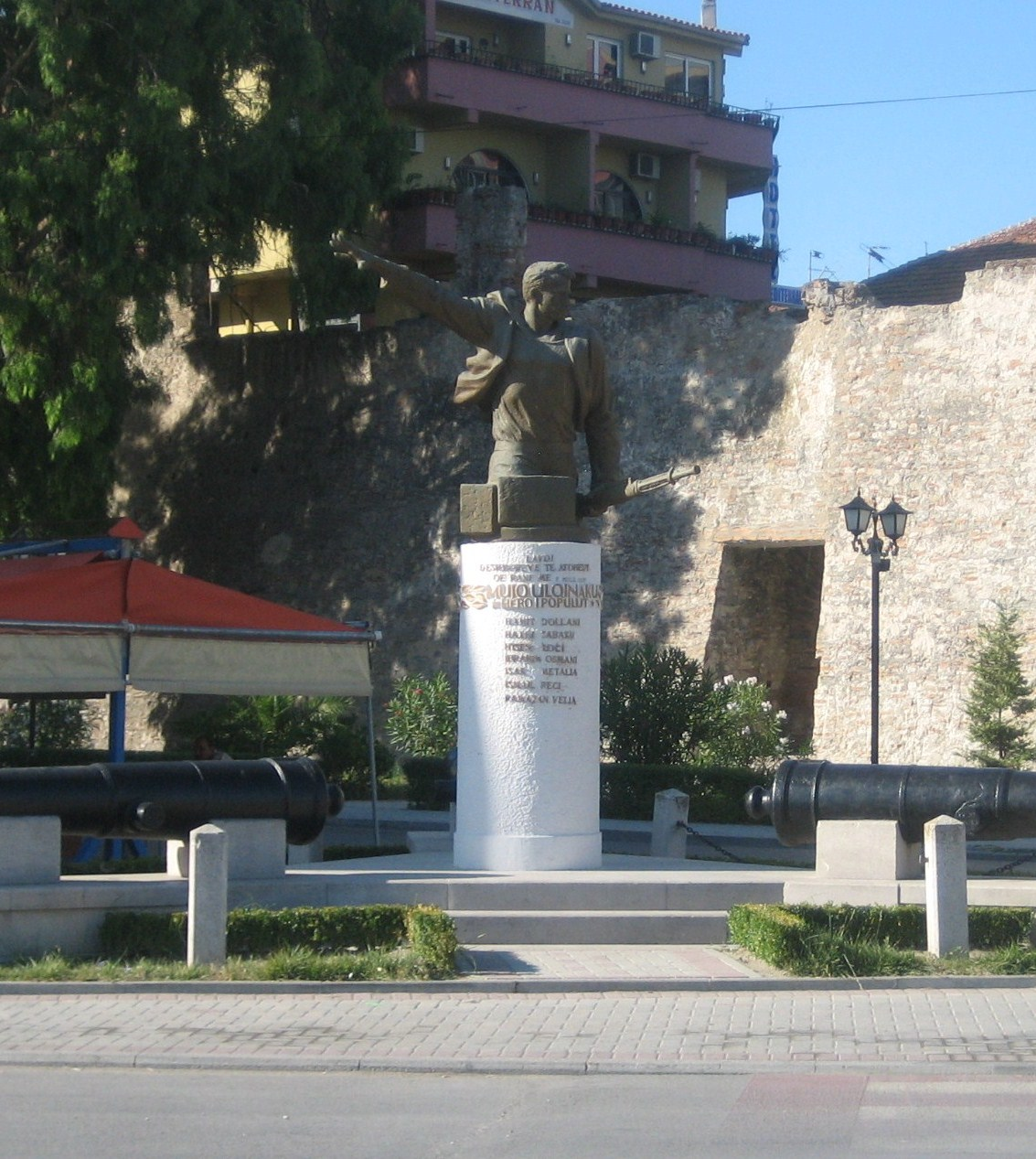
Pomnik Mujo Ulqinaku w Durrësie

.